# Christabelle Borg
Pour les articles homonymes, voir Borg.
Christabelle Borg, ou plus simplement Christabelle, née le 28 avril 1992 à Mġarr à Malte, est une auteure-compositrice-interprète maltaise. Elle a représenté Malte au Concours Eurovision de la chanson 2018, à Lisbonne au Portugal, avec la chanson Taboo.

## Jeunesse
Christabelle est née à Mġarr, à Malte, en 1992. Elle a étudié la musique au Mount St.Mary's College (en) et en sortira diplômée en 2014. Elle a par la suite commencé à étudier la comptabilité à l'Université de Malte.

## Carrière
Sa carrière artistique démarre alors qu'elle est adolescente. Elle animait alors les émissions télévisées Teen Trouble et Teen Traffic. Elle tente de représenter Malte à la déclinaison junior du Concours Eurovision de la chanson junior 2005 avec la chanson Going wild.
Elle tente par la suite de représenter Malte au Concours Eurovision de la chanson 2014, avec la chanson Lovetricity, et termine à la huitième position de la finale. Elle retente en 2015 avec la chanson Rush et en 2016 avec la chanson Kingdom, et se place respectivement à la deuxième et à la quatrième place,.
Elle fait une nouvelle tentative en 2018, avec la chanson Taboo, et remporte cette fois-ci la compétition,. Elle représente par conséquent son pays lors du Concours Eurovision de la chanson 2018, à Lisbonne au Portugal, lors de la seconde demi-finale du 10 mai 2018, à laquelle elle termine à la 13e place avec 101 points, échappant à la qualification pour la finale du 12 mai.

## Discographie

### Singles
- 2009 : I Wanna Know
- 2009 : Flame
- 2009 : Naturally
- 2009 : Everytime I Bleed
- 2011 : Everything About You
- 2012 : Say
- 2013 : Fall For You
- 2013 : Kids Bay Song
- 2014 : Lovetricity
- 2015 : Rush
- 2016 : Kingdom
- 2018 : Taboo